# Arxipèlag japonès

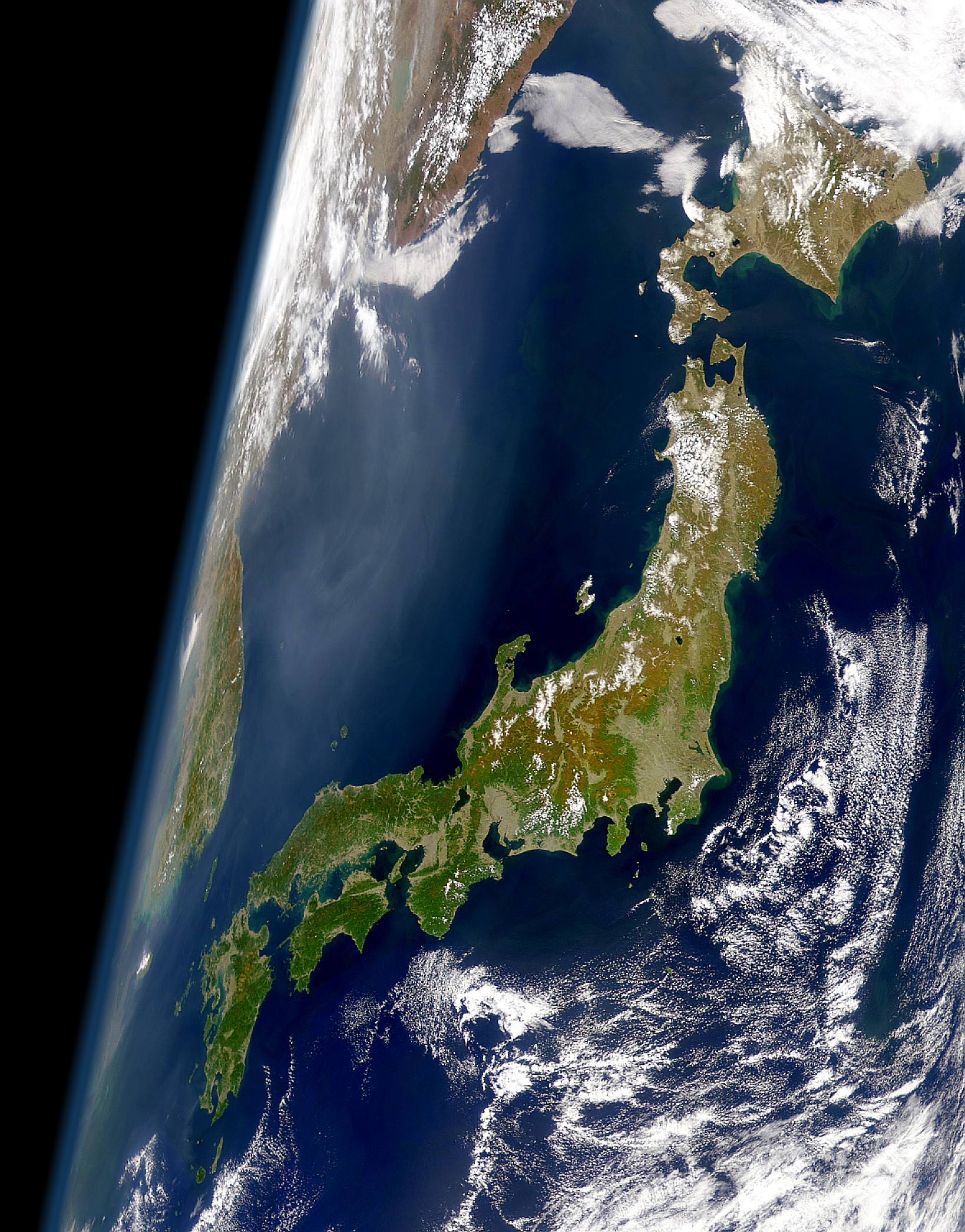
Imatge de satèl·lit de l'arxipèlag japonès

L'arxipèlag japonès (en japonès: 日本列島, Nihon Rettō) és el conjunt d'illes que constitueixen el país del Japó. S'estenen de nord a sud de manera paral·lela a la costa nord-est del continent asiàtic, sobre les aigües de l'oceà Pacífic.
L'arxipèlag està constituït per més de tres mil illes, de les quals els quatre més grans i més importants són:
- Hokkaido
- Honshu: l'illa més gran amb dos terços de tota la superfície de l'arxipèlag
- Shikoku
- Kyushu

La història de l'arquipèolag és una de les més extraordinàries del planeta. Ha desenvolupat a través dels segles una cultura pròpia, enriquida pel contacte amb la cultura xinesa i amb Occident. S'han trobat traces de presència humana des de més de 30.000 anys. Històricament, el terme Illes Principals era molt usat fins a la Segona Guerra Mundial per definir l'àrea del Japó en la qual la sobirania i mandat constitucional de l'emperador del Japó podia ser restringit, a diferència de les colònies que posseïa Japó a l'est d'Àsia.